# Minas, Urugvaj
Minas je grad na jugoistoku Urugvaja i sjedište departmana Lavalleja. S 38.446 stanovnika, prema popisu iz 2011., to je 12. najnaseljeniji urugvajski grad.
Osim što je upravno sjedište, ujedno je i prometno sjedište Lavalleje, u kojem završava Državna cesta 12, koja povezuje grad Floridu s Minasom. Gradom prolazi i Državna cesta 8, koja spaja Montevideo sa sjevernim dijelom zemlje i pruža se do granice s Brazilom.
Minas je i biskupski grad, sjedište istoimene biskupije, u kojem se nalazi i biskupska prvostolnica Katedrala Bezgrješnog začeća Blažene Djevice Marije, izgrađena 1892. u neoklasicističkom stilu. Uz katedralu se nalazi i nacionalno svetište Bezgrješnog začeća BDM.

## Povijest
Grad je osnovan 1783. pod imenom »Villa de la Concepcion de las Minas«, kad se veliki broj španjolskih obitelji iz Asturije i Galicije naselio na području Minasa u svrhu naseljavanja Patagonije. Prvi je na tu zamisao došao montevideški gradonačlnik Jose Joaquin de Viana 1753., koji je u slabije naseljenim područjima želio povećati broj stanovnika i potaknuti poljoprivredu i industriju. Budući da su većina danapnjih stanovnika španjolski potomci, mnogi imaju prezimena slična galicijiskim i asturijskim obiteljima, koja su se nakon vremena oblikovala u duhu urugvajskog španjolskog jezika.
Prema zakonskoj odredbi Urugvajskog parlamenta, dana 8. listopada 1830. Minas dobiva naslov gradića (villa) i ssjedište departmana Minas. Izmjenom zakona, 16. svibnja 1888., Minas postaje grad (ciudad), a sjedišta današnjeg departmana Lavalleja postaje 26. prosinca 1927., postavši time središte jugoistočnog dijela Urugvaja.

## Stanovništvo
Prema popisu stanovništva iz 2011., grad Minas imao je 38.446 stanovnika.
U stanovništvo grada pribrojani su stanovnici sljedećih prigradskih naselja:
- Blanes Viale: 104
- Barrio La Coronilla - Ancap: 301
- San Francisco de las Sierras: 58

Kretanje broja stanovnika
| Godina | Stanovništvo |
| ------ | ------------ |
| 1908.  | 13.345       |
| 1963.  | 31.256       |
| 1975.  | 35.225       |
| 1985.  | 34.658       |
| 1996.  | 37.146       |
| 2004.  | 37.925       |
| 2011.  | 38.446       |

## Vanjske poveznice
- Mrežna mjesta derartmana Lavalleja - Minas, sjedište departmana  Arhivirana inačica izvorne stranice od 19. ožujka 2020. (Wayback Machine) (šp.)